# Bravi (I promessi sposi)
(I promessi sposi, Capitolo I)

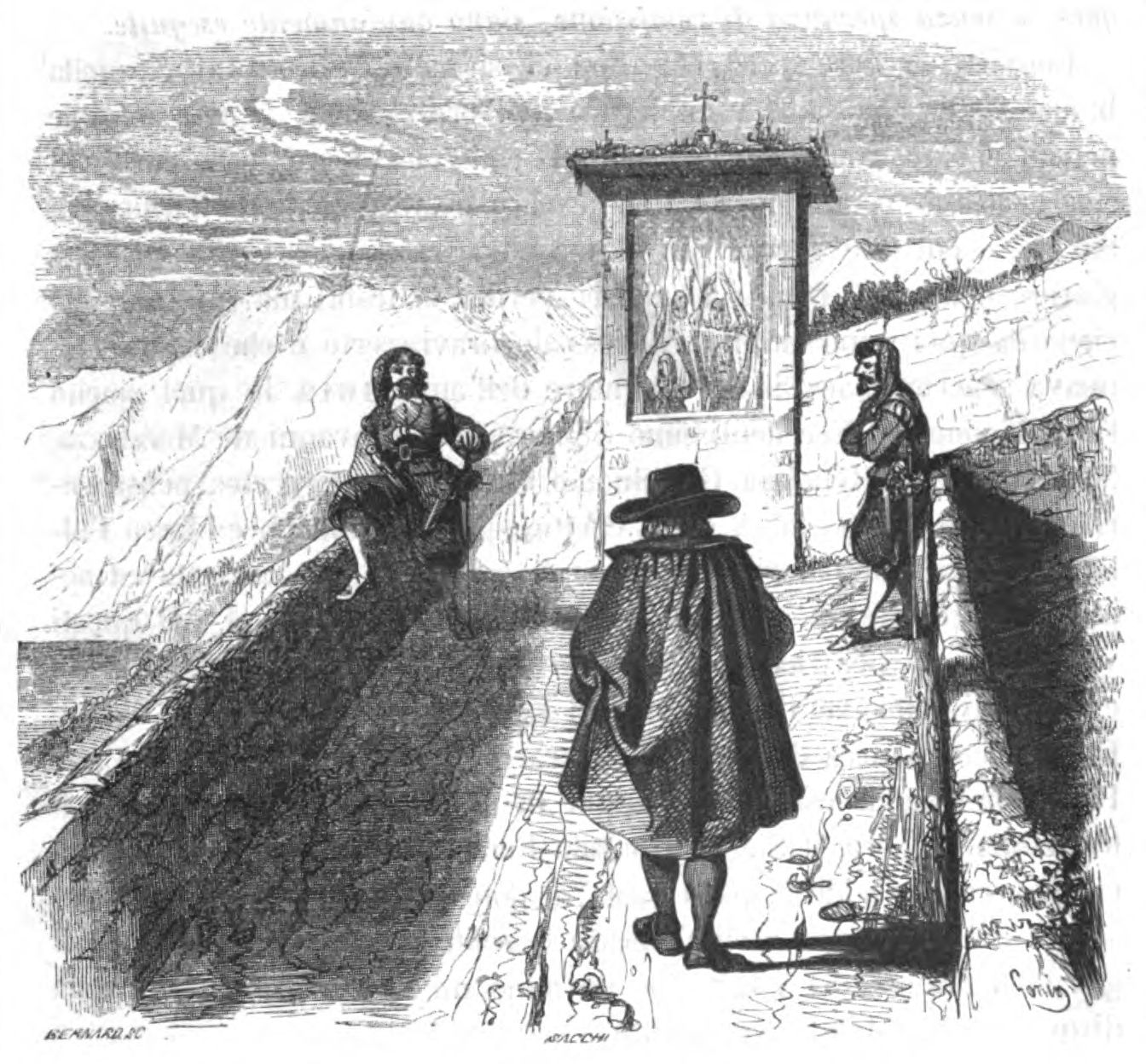
I bravi aspettano don Abbondio

Nel romanzo I promessi sposi di Alessandro Manzoni figurano vari bravi.

## Elenco
Biondino
È uno dei bravi di Don Rodrigo e compare solo nel capitolo XXXIII.
(Cap. XXXIII)
Carlotto
È uno dei bravi di Don Rodrigo e viene citato nel capitolo XXXIII senza avere una descrizione fisica. In questo capitolo Manzoni fa 'entrare in scena' Carlotto.
(Cap. XXXIII)
Grignapoco
Al servizio di Don Rodrigo, proviene dal contado di Bergamo, dove nel locale dialetto il verbo ridere si dice grignà, quindi il bravo è uno che ride poco. Per ingannare Agnese e sviare le indagini, era stato ordinato al Grignapoco di parlare in dialetto durante il rapimento di Lucia Mondella affinché le ricerche si svolgessero a Bergamo.
Griso
È il capo dei bravi al servizio di Don Rodrigo, dal quale ha piena fiducia, complice di molti crimini e malefatte. Pur godendo della stima del padrone, non esita a tradirlo quando quest'ultimo contrae la peste; chiama i monatti perché lo portino al lazzaretto, poi lo deruba e fugge, ma avendo commesso l'imprudenza di toccare i vestiti del padrone si ammala anch'egli di peste, e muore prima di lui.
Montanarolo
È uno dei bravi di Don Rodrigo e viene citato da Manzoni in una riga del Capitolo XX senza aver una descrizione fisica.
(Capitolo XX)
Nibbio
È il capo dei bravi al servizio dell'Innominato e sembra esserne, tra i servitori, il più fidato, l'unico che venga nominato e che ha una parte attiva nella storia.
Nel romanzo appare poche volte, ma la più significativa è nell'occasione del rapimento di Lucia, dove davanti al suo padrone appare turbato dall'umanità della protagonista femminile dell'opera. Questo episodio sembra il prologo della successiva conversione dell'Innominato.
Sfregiato
È uno dei migliori bravi al servizio di Don Rodrigo e viene citato da Manzoni nell'XI capitolo senza una descrizione fisica.
(Capitolo XI)
Squinternotto
È uno dei bravi al servizio di Don Rodrigo. Manzoni non lo descrive fisicamente, ma lo identifica semplicemente come "quarto dei bravi".
(Capitolo XX)
Tanabuso
È uno dei bravi di Don Rodrigo che lo accompagnano al castello dell'Innominato nel capitolo XX.
(Capitolo XX)
Tiradritto
È uno dei migliori bravi al servizio di Don Rodrigo. Viene citato nei capitoli XI e XX, senza essere descritto fisicamente.
(Capitolo XI)
(Capitolo XX)